# Roßbacher Forst
Der Roßbacher Forst ist ein 21,15 km² großes gemeindefreies Gebiet im Landkreis Bad Kissingen in der bayerischen Rhön. Das Gebiet ist komplett bewaldet.

## Geografie

### Lage
Der Roßbacher Forst liegt südlich von Zeitlofs mit dem namensgebenden Ortsteil Roßbach, zwischen Rhön und Spessart. Die höchste Erhebung ist der Pfeffersbrunn mit 517 m ü. NN. Das gemeindefreie Gebiet ist das flächenmäßig größte im Landkreis.
Nach dem gemeindefreien Gebiet ist der Eisenbahntunnel Roßbacher Forst der Schnellfahrstrecke Hannover–Würzburg benannt.

### Nachbargemeinden
| Gemeinde Sinntal                                      | Markt Zeitlofs                               |                                          |
| Markt Obersinn und Forst Aura (Gemeindefreies Gebiet) | Kompassrose, die auf Nachbargemeinden zeigt  | Forst Detter-Süd (Gemeindefreies Gebiet) |
|                                                       | Omerz und Roter Berg (Gemeindefreies Gebiet) | Gemeinde Wartmannsroth                   |

## Kultur und Sehenswürdigkeiten

### Baudenkmäler
→ Liste der Baudenkmäler im Roßbacher Forst